# Freie Kameradschaften

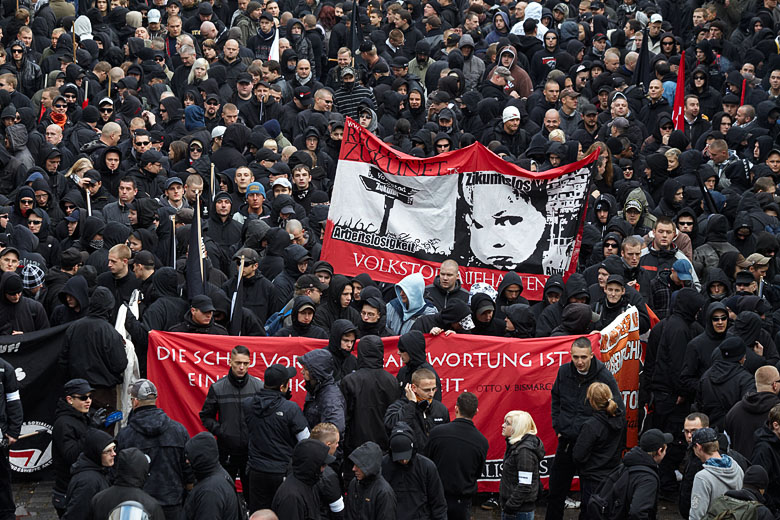
Aufmarsch Freier Kameradschaften am 17. Oktober 2009 in Leipzig

Als freie Kameradschaften bezeichnen sich informell organisierte Neonazi-Gruppen. Sie sind rechtlich nichtrechtsfähige Vereine und daher hinsichtlich ihrer Struktur und der Mitglieder nur schwer greifbar, da z. B. in einem Zivilprozess alle Mitglieder namentlich genannt und verklagt werden müssten.
Die Gruppen sind autonom, aber stark miteinander vernetzt. Sie sehen sich als Teil des sogenannten „nationalen Widerstandes“, einer Art rechter Einheitsfront. In Deutschland gibt es nach Einschätzungen des Bundesamtes für Verfassungsschutz etwa 150 regional und überregional agierende Kameradschaften mit einer Mitgliederzahl von je fünf bis zwanzig Personen. Nach Aussage der Dresdner Staatsanwaltschaft existieren allein in Sachsen circa 40 freie Kameradschaften mit insgesamt 1800 Mitgliedern.

## Konzept und Organisation
Das Konzept der „freien Kameradschaften“ oder auch „autonomen Kameradschaften“ bildete sich in der Mitte der 1990er Jahre heraus, als durch Verbote mehrerer rechtsextremistischer Parteien und Neonazi-Organisationen wie der Freiheitlichen Deutschen Arbeiterpartei (FAP) eine Basis des rechten Randes weggebrochen war (siehe auch: Liste in Deutschland verbotener rechtsextremistischer Organisationen). Die Kameradschaften sind, anders als Parteien oder Vereine mit festen Mitgliedern, freie Zusammenschlüsse, bei denen Aktivisten in keinem Parteibuch oder Vereinsmitgliederverzeichnis namentlich festgehalten sind und sich eine Rekrutierung neuer Mitglieder aus dem Bekanntenkreis und über Rechtsrock-Konzerte vollzieht. Eine Kameradschaft ist aus diesen Gründen schwerer von staatlicher Seite zu verbieten. Neben dem Verzicht auf eine nach außen sichtbare feste Organisationsstruktur ist für die Kameradschaften eine verstärkte Nutzung neuer Kommunikationstechniken wie der sogenannten Nationalen Infotelefone und des Internets typisch, die ihnen eine beachtliche Flexibilität erlauben. Dabei übernahmen die Kameradschaften ihre Organisationsstruktur im Wesentlichen von der autonomen Szene und der Antifa, wo das Konzept „Organisierung ohne Organisation“ schon länger bestand.
Eine wesentliche Rolle bei der Entstehung und Weiterentwicklung der „freien Kameradschaften“ spielt der Hamburger Neonazi Christian Worch. Sein Freund und Mitstreiter Thomas Wulff (Spitzname: Steiner) entwickelte Mitte 1996 das Konzept der „Freien Nationalisten“, bei dem regionale Kameradschaften zu überregionalen Bündnissen zusammengeschlossen werden sollen und das er selbst in einem Interview für das Neonazi-Blatt Zentralorgan, eine Informationsquelle und Verbreitungsmöglichkeit von Propaganda von überregionaler Bedeutung, wie folgt erläuterte:

„Es ist eine Bündnisstruktur, die immer dann zum Tragen kommt, wenn im norddeutschen Raum verschiedenste Aktionsgruppen und Parteien zu nationalen und sozialen Fragen aktiv werden. Der Name soll vor allem deutlich machen, dass unter diesem Aktionsnamen alle anderen nationalen Kräfte ein Bündnis eingehen können, ohne dass sie ihre Selbständigkeit aufgeben müssen.“

In Deutschland bestehen derzeit folgende überregionale Bündnisse:
- Nationales und Soziales Aktionsbündnis Norddeutschland (NSAN) in den Bundesländern Schleswig-Holstein, Hamburg, Mecklenburg-Vorpommern, Niedersachsen, Bremen und Teilen von Hessen
- Nationales und Soziales Aktionsbündnis Mitteldeutschland (NSAM) in den Bundesländern Brandenburg, Berlin, Sachsen-Anhalt, Sachsen, Thüringen
- Widerstand West in den Bundesländern Nordrhein-Westfalen und Rheinland-Pfalz
- Widerstand Süd in den Bundesländern Baden-Württemberg und Bayern, siehe auch Kameradschaft Süd
- Aktionsbündnis Mittelhessen (ABM) rund um Marburg, bis nach Gießen.
- Aktionsbüro Rhein-Neckar: Südhessen, Nordbaden und die Pfalz.
- Aktionsbüro Saar: Saarland bis nach RLP
- Aktionsbüro Thüringen

## Ideologie und Auftreten
Ideologisch berufen sich zumindest einige der „freien Kameradschaften“ auf die Weltanschauung der Nationalsozialisten, teils mit direktem Bezug auf die NS-Zeit und deren militärische und geistige „Führer“. Sie beziehen sich positiv auf die Ideologie des „politischen Soldaten“. Entsprechend erfreuen sich ehemalige, teilweise zum Schutz vor Strafverfolgung abgeänderte NS-Symbole einer großen Beliebtheit bei den Neonazis. Oft werden bei Demonstrationen schwarze Fahnen als Zeichen der „freien Kameradschaften“ getragen.

## Verhältnis der Freien Kameradschaften zur NPD
Innerhalb der Kameradschaftsszene umstritten sind der Umgang mit der und die Abgrenzung zur NPD. Insbesondere in den östlichen Bundesländern sind zahlreiche Neonazi-Kader zugleich Mitglied der NPD oder ihrer Jugendorganisation JN. Die NPD wiederum unternimmt zahlreiche Aktivitäten, um Mitglieder der „freien Kameradschaften“ einzubinden. Mehrere wichtige Kameradschaftsführer wurden in jüngster Zeit Parteimitglied. Der Neonazi Thorsten Heise ist inzwischen sogar in den Bundesvorstand der Partei aufgestiegen und betreut dort ein eigens eingerichtetes „Referat Freie Kameradschaften“. Der Bundesgeschäftsführer Frank Schwerdt war vor seinem Eintritt in die NPD aktiv an der Gründung mehrerer Kameradschaften im Raum Berlin-Brandenburg beteiligt.
Udo Voigt, der damalige Bundesvorsitzende der NPD, bot in der sechsten Ausgabe des Szeneblattes „Widerstand“ als Interviewpartner den autonomen Kameradschaften eine Kooperation an. Er meinte hier: Diejenigen, die „daran arbeiten, sich als Systemalternative zu sehen und deren Grundlage ein nationalistisches Weltbild ist und ernsthaft daran arbeiten wollen, fordern wir zur Mitarbeit in der NPD auf“, so Voigt.

## Aktionsfelder

### Aufmärsche und Kundgebungen
Eines der wesentlichsten Aktionsfelder der „freien Kameradschaften“ sind Demonstrationen und Kundgebungen. Die Inhalte sind dabei nach eigenen Aussagen eher unerheblich, im Wesentlichen geht es um die Präsenz auf der Straße. Anmelder der meisten Demonstrationen mit überregionaler Mobilisierung war und ist der altgediente Neonazikader und Millionenerbe Christian Worch. Regionale Demonstrationen dagegen werden meist von örtlichen Kadern oder NPD-Kräften angemeldet.
Bei Aufmärschen zum „Heldengedenken“ in räumlicher Nähe zum Soldatenfriedhof in Halbe oder dem Rudolf-Heß-Gedenkmarsch sind „freie Kameradschaften“ immer und in großer Anzahl vertreten. So marschierten am 31. Januar 2004 an die 1000 Neonazis in Hamburg auf, um gegen die Wehrmachtsausstellung des Hamburger Institutes für Sozialforschung zu den Verbrechen der Wehrmacht zu demonstrieren.

### Anti-Antifa-Arbeit
Einen weiteren Schwerpunkt des Aktionsspektrums stellt die sogenannte Anti-Antifa-Arbeit dar.
Diese umfasst das Zusammenstellen von Informationen zur „Feindaufklärung“. Konkret geschieht dies durch das Sammeln und Veröffentlichen von Namen, Adressen und Fotos politischer Gegner, sowohl von Einzelpersonen als auch von linken oder alternativen Projekten. Von einem Aufruf zur Gewaltanwendung sehen die Autoren dieser „schwarzen Listen“ meist ab, die Intention der Verbreitung von Schrecken und der Vorbereitung von Gewalttaten stehen jedoch außer Zweifel. Die Anti-Antifa-Arbeit wurde in ihrer organisierten Form erstmals Mitte der 1980er Jahre aufgenommen. Zahlreiche Kameradschaften und überregionale Verbände gehen auf solche Strukturen zurück, so z. B. der Thüringer Heimatschutz auf die Anti-Antifa-Ostthüringen. Besonders großer Beliebtheit erfreut sich die Anti-Antifa-Arbeit bei Autonomen Nationalisten.

### Paramilitärisches Training (Wehrsport)
Kameradschaften führen oft sog. Wehrsportübungen, d. h. paramilitärische Übungen teilweise auch mit scharfen Waffen durch. Diese finden im Allgemeinen in abgelegenen Waldgebieten statt. Vorbildhaft für diese Aktivitäten ist die in den 1980er Jahren verbotene Wehrsportgruppe Hoffmann. Häufig wird die Teilnahme an Wehrsportübungen nur ausgewählten Neonazikadern erlaubt, die sich innerhalb ihrer Szene oft als Elite betrachten.

### Propaganda mit den Argumenten des politischen Gegners
Für die politische Propaganda benutzen die Mitglieder auch Themen und Versatzstücke vom politischen Gegner. Oft wird mit ökologischen Schlagworten geworben („Gegen Genmais“), antikirchlich oder antistaatlich argumentiert.

### Politische Schulung und Kameradschaftsabende
Eine weitere wichtige Aktionsform der „freien Kameradschaften“ sind politische Schulungen und Kameradschaftsabende.
Erstere dienen vor allem der ideologischen Festigung und Indoktrination der Mitglieder und finden oft in rechten „Bildungsstätten“ wie dem Collegium Humanum in Vlotho statt. Hierbei treten oft prominente Neonationalsozialisten wie Christian Worch auf.
Kameradschaftsabende finden hingegen eher in den Räumlichkeiten einzelner Kameradschaften oder Mitglieder statt und bestehen im Allgemeinen aus politischen Vorträgen, Planungen von Aktionen und musikalischen Darbietungen z. B. von Nazi-Liedermachern wie Frank Rennicke.

### Terroristische Aktivitäten
Einige Mitglieder von Kameradschaften machen immer wieder durch Gewalttaten auf sich aufmerksam und geraten zumeist erst dann in den Blickwinkel der Presse. Dabei wird zwar über die Waffen- und Sprengstofffunde berichtet, der konzeptionelle Hintergrund jedoch nicht selten ausgeblendet. Sprengstoffattrappen und drei Rohrbomben mit insgesamt 1,4 kg TNT wurden beispielsweise 1998 in Jena bei drei Mitgliedern des Thüringer Heimatschutzes bzw. der „Freien Kameradschaft“ Jena gefunden. Dabei hatte es sich um Uwe Böhnhardt, Uwe Mundlos und Beate Zschäpe gehandelt. Es gelang ihnen mit Unterstützung rechtsextremer Freunde, sich erst einmal in Chemnitz zu verstecken. Ab dann lebten sie in der Illegalität. Ab 2000 begingen sie neun Morde an Migranten, einen an einer Polizistin und 43 Mordversuche. Die Rechtsterroristen nannten sich Nationalsozialistischer Untergrund (NSU). Der Polizei gelang es nicht, auf ihre Spur zu kommen. Erst 2011 flog die Gruppe durch einen Zufall auf. Ein vierter „Kamerad“ hatte sich am 28. September 1998 beim Bombenbau in Jena selbst in die Luft gesprengt. 1998 und danach wurden weitere Waffendepots der THS und zugehöriger Kameradschaften in Thüringen in Heilsberg bei Rudolstadt und 2004 in Weimar entdeckt sowie 2003 das Sprengstofflabor eines 19-jährigen Neonazis in Ohrdruf.
Im Januar 2004 wurden zudem bei einer Abspaltung der Kameradschaft „Elbmarsch“ in Pinneberg (Schleswig-Holstein) namens „Combat 18 Pinneberg“ über ein Dutzend Schusswaffen nebst Beweisen für einen regen Waffenhandel unter norddeutschen Neonazis gefunden.
Als besonders gefährlich erwies sich die „Kameradschaft Treptow“ in Berlin, die von Detlef Nolde, einem ehemaligen Funktionär und Schulungsleiter der FAP, gegründet wurde. Nolde übernahm bis zu seiner Verwicklung in einen Mordfall in Berlin-Adlershof im Jahr 1997 die Führung der Kameradschaft. Ein 1995 erfolgter Brandanschlag auf das Jugendzentrum „Gerard Philipe“ wurde von einem Mitglied der Kameradschaft Treptow ausgeübt. Aus ihren Reihen kam auch Kay Diesner, der einen der PDS angehörenden Buchhändler mit Schüssen schwer verletzte und kurz darauf einen Polizisten tötete. Weitere Kameradschaftsmitglieder waren der 17-jährige Patrick Demming und der 20-jährige Carsten Müller, die zusammen eine Rohrbombe bauten, deren Opfer ein PDS-Mitglied aus Treptow werden sollte.
Am 9. November 2003, zum 65. Jahrestag der Reichspogromnacht, plante die Kameradschaft Süd unter Führung von Martin Wiese ein Sprengstoffattentat bei der Grundsteinlegung des jüdischen Kulturzentrums am Sankt-Jakobs-Platz in München, das jedoch vereitelt werden konnte.

## Staatliche Reaktionen
Trotz der eindeutig neonazistischen und teilweise rechtsterroristischen Ausrichtung der Gruppen wurden aufgrund der Organisationsstruktur bislang erst wenige Kameradschaften verboten: 1995 betraf es die „Direkte Aktion/Mitteldeutschland“, die „Kameradschaft Oberhavel“ (Brandenburg) am 14. August 1997 und die Kameradschaft „Hamburger Sturm“ am 11. August 2000. Die Mitglieder der beiden Organisationen setzten ihre Tätigkeit danach unter neuem Namen weitgehend ungehindert fort.
Verboten wurden bislang die „Kameradschaft Oberhavel“ am 14. August 1997 durch den Innenminister des Landes Brandenburg und am 11. August 2000 die Kameradschaft „Hamburger Sturm“, die eine Publikation gleichen Namens herausgab. 2001 wurde die Skinhead-Kameradschaft Skinheads Sächsische Schweiz (SSS) durch Sachsens Innenminister Klaus Hardraht (CDU) verboten. Gleichzeitig wurden die „Skinheads Sächsische Schweiz – Aufbauorganisationen“ (SSS-AO) verboten sowie die Kameradschaft „Nationaler Widerstand Pirna“ (NWP).
Am 9. März 2005 wurden durch den Berliner Innensenator Ehrhart Körting die beiden Neonazi-Organisationen „Kameradschaft Tor“ (KS Tor, Berlin-Lichtenberg) inklusive ihrer „Mädelgruppe“ und „Berliner-Alternative-Süd-Ost“ (Baso, Berlin-Treptow/Köpenick) verboten.
Anfang April 2005 hat das Bundesland Brandenburg die Neonazi „Kameradschaft Hauptvolk“ und deren Untergliederung „Sturm 27“ verboten. Das Aktionsbündnis Mittelhessen löste sich Ende 2004 selbst auf, um einem Verbot zuvorzukommen.
Im April 2007 hat der sächsische Innenminister Sturm 34 verboten.